# Evangelische Kirche (Engelrod)

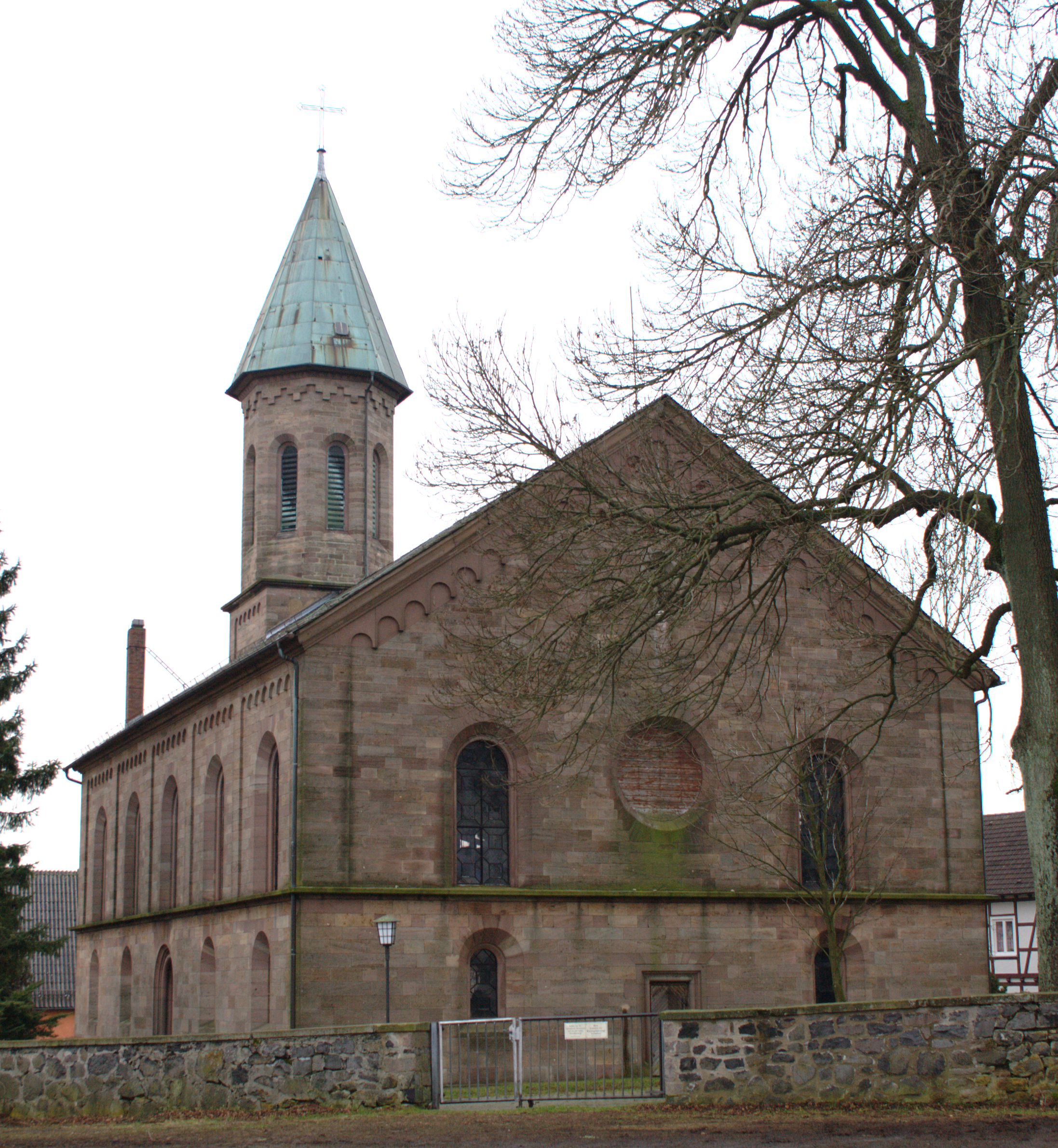
Evangelische Kirche Engelrod

Die Evangelische Kirche Engelrod ist ein denkmalgeschütztes Kirchengebäude, das auf dem Kirchberg am Rand von Engelrod steht, einem Ortsteil der Gemeinde Lautertal im Vogelsbergkreis (Hessen). Die Kirchengemeinde gehört zum Dekanat Vogelsberg in der Propstei Oberhessen der Evangelischen Kirche in Hessen und Nassau.

## Geschichte
Die alte Kirche mit zwei Altären musste 1847 wegen Baufälligkeit abgerissen werden, nachdem sie bereits 1842 von der Bauaufsichtsbehörde geschlossen wurde. Im März 1844 wurde der Auftrag an den Kreisbaumeister für die Planung einer neuen Kirche erteilt. Nach dem Abbruch der alten Kirche war Anfang Juli 1847 Baubeginn für die neue Kirche. Am 12. November 1854 wurde sie eingeweiht.

## Beschreibung
Die große neuromanische Saalkirche aus Quadermauerwerk hat einen schmalen Kirchturm über quadratischem Grundriss im Südosten, dessen oktogonales Obergeschoss hinter den Klangarkaden den Glockenstuhl beherbergt. Unter seiner Dachtraufe befindet sich ein Bogenfries. Bedeckt ist er mit einem spitzen Helm. Die Bogenfenster im Kirchenschiff sind zweigeschossig angeordnet, getrennt durch ein Gesims. Das Obergeschoss ist mit Lisenen gegliedert und hat unter der Dachtraufe einen Bogenfries. Der Innenraum hat dreiseitig umlaufende Emporen. Das Wappen der Riedesel wurde 1715 gemalt. 
Zur Kirchenausstattung gehört ein von Kurt Scriba 1947 geschaffener Flügelaltar, der auf der Mensa steht. Hinter ihm befindet sich die Kanzel. Die erste Orgel mit 17 Registern, einem Manual und einem Pedal wurde 1808 gebaut. Sie wurde 1856 ersetzt. 